# وحیده رحمان
وحیده رحمان (تامیلی: வஹீதா ரஹ்மான்؛ زادهٔ ۳ فوریهٔ ۱۹۳۸) هنرپیشه اهل کشور هند است.

## قسمتی از فیلمشناسی
- رام و شام
- آب
- سانی
- مهتاب
- ارباب، همسر و غلام
- من گاندی را نکشتم
- عدالت
- زعفرانی رنگش کن
- دهلی-۶
- آواز عقرب‌ها
- همای سعادت
- مرد شجاع
- سه برادر
- باربر
- بزرگ
- نیزهٔ سه شاخه
- گاهی اوقات
- تشنه
- اردوکشی
- راهنما
- سه قسم
- الله رکا
- مشعل
- مقصد
- گل کاغذی
- ویشواروپام ۲
- یک دل صد افسانه
- فاگون
- بازی
- خاموشی
- چشم ذهن
- چراغ خانه
- سوال
- ماه روز چهاردهم
- سی.آی. دی
- نیلوفر آبی
- داستان یک شب
- ۱۵ خیابان پارک
- یک گل، چهار خار
- بازار سیاه
- بگذار زندگی کنم
- نمکین
- راهب عشق
- ماه در میان ستارگان
- ترازوی تقوا

## جوایز
وی تاکنون برنده جوایزی همچون جوایز فیلم‌فیر شده‌است.
وحیده رحمان بازیگر محبوب آمیتاب باچان است.